# Chrysosoma waigeense
Chrysosoma waigeense är en tvåvingeart som först beskrevs av de Meijere 1913.  Chrysosoma waigeense ingår i släktet Chrysosoma och familjen styltflugor. Inga underarter finns listade i Catalogue of Life.